# Tecom
Tecom Co., LTD. (chinesisch 東訊股份有限公司) ist ein Hersteller von Telekommunikationseinrichtungen, der 1980 im „Science-Based Industrial Park“ in Hsinchu, Taiwan gegründet wurde. Bei dem Unternehmen sind momentan mehr als 650 Mitarbeiter beschäftigt.
Die Produktlinien von Tecom umfassen kommerziell genutzte Kommunikationssysteme, Funkkommunikationssysteme, infrastrukturelle Systeme sowie Breitband- und IP-basierte Kommunikationssysteme.
Tecom bietet außerdem Dienstleistungen im Telekommunikationssektor an, darunter GSM- und Netzwerkdienste in Taiwan, breitbandige Internetzugänge für Gebäudekomplexe sowie drahtlose Standleitungen (engl. Fixed Wireless Access, FWA) in ländlichen Gegenden oder in Entwicklungsländern.
Tecom ist an der taiwanesischen Börse (engl. Taiwan Stock Exchange) seit November 1991 öffentlich notiert.
Die Produkte sind auch in Deutschland verbreitet, unter anderem lässt die Deutsche Telekom Teile der Speedport-Serie (DSL-Modems mit WLAN- oder LAN-Router-Funktion) bei Tecom herstellen.